# 舜

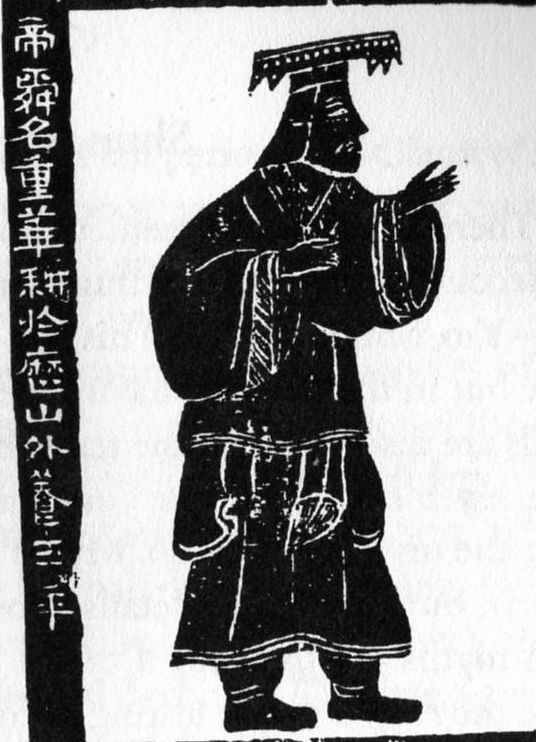
舜。

舜（䑞、しゅん）は、中国神話に登場する君主。五帝の一人。姓は姚（よう）、名は重華（ちょうか）、虞氏（ぐし）または有虞氏（ゆうぐし）と称した。子孫は嬀水のほとりに住み嬀（き）を姓とした。儒家により神聖視され、堯（ぎょう）と並んで堯舜と呼ばれて聖人と崇められた。また、二十四孝として数えられている。瞽叟の子。商均の父。

## 概要
舜は顓頊（せんぎょく）の6代子孫とされる。母を早くに亡くして、継母と連子と父親と暮らしていたが、父親達は連子に後を継がせるために隙あらば舜を殺そうと狙っていた。舜はそんな父親に対しても孝を尽くしたので、名声が高まり堯の元にもうわさが届いた。
堯は舜の人格を見極めるために、娘の娥皇と女英の2人を舜に降嫁させた。舜の影響によりこの娘達も非常に篤実となり、また舜の周りには自然と人が集まり、舜が居る所は3年で都会になるほどだった。
そんな中で舜の家族達は相変わらず舜を殺そうとしており、舜に屋根の修理を言いつけた後に下で火をたいて舜を焼き殺そうとした。舜は2つの傘を鳥の羽のようにして逃れた。それでも諦めずに井戸さらいを言いつけ、その上から土を放り込んで生き埋めにしようとした。舜は横穴を掘って脱出した。この様な事をされていながら舜は相変わらず父に対して孝を尽くしていた。
この事で舜が気に入った堯は舜を登用し、天下を摂政させた。そうすると朝廷から悪人を追い出して百官が良く治まった。それから20年後、堯は舜に禅譲した。
帝位についた舜は洪水を治めるために禹を採用し、禹はこれに成功するなど上手く世の中を治め、その後39年間、帝位にあって最後は禹に禅譲して死去した。なお、舜の子孫は周代に陳に封ぜられている。

## エピソード
- 中国戦国時代の儒学者である孟子は『孟子』において、「舜は諸馮に生まれて負夏に移り、鳴條で亡くなった東夷の人である。文王は岐周に生まれ、畢郢に死した西夷の人だ」として[1][2]、舜は「東夷」の人、周の文王は「西夷」の人であると述べている[3][4]。
- 南風歌という歌を作ったと言われている。
- 陳の陳氏の祖とされ、陳からわかれた田斉の祖でもある。
- 白川静は舜は元々帝嚳の事であって殷の始祖とされていたという説を挙げている。
- 舜は本来古代中国の農耕神（元の起源は水神）だったという説もある[5]。
- 周王朝の先祖である后稷は、元々は奔という名前であったが、帝舜が、彼に后稷という名を与えた。